# Casino de Cartagena
El Casino de Cartagena es una institución de carácter privado constituida en la primera mitad del siglo XIX en la ciudad de Cartagena (Murcia) España. A semejanza de los casinos y círculos culturales que proliferaron en aquellos años.
Integrado tradicionalmente por socios de la denominada "buena sociedad", se ha abierto en las últimas décadas a incorporaciones de personas de todos los niveles sociales interesados en actividades culturales y recreativas.
El Casino de Cartagena desarrolla periódicamente programas de actividades para sus socios, tales como conferencias, conciertos, exposiciones, así como otras de carácter más recreativo, como juegos de mesa, billar, o esgrima. Parte de estas actividades se ofrecen abiertas al público en general.
Desde pocos años después de su fundación (las primeras referencias datan de 1836) el Casino de Cartagena (denominado inicialmente como Círculo Cartagenero) estableció su sede, primero como arrendatario en 1853, y después como propietario en 1890, en el antiguo palacio del siglo XVIII del Marqués de Casa Tilly que fue reformado a finales del siglo XIX para la adecuación a sus actividades.
En 1762 Francisco Javier Everardo-Tilly, I Marqués de Casa Tilly, por entonces Capitán de Navío, compró al Conde de Fernán Nuñez una Casa Palacio, sobre cuyo solar y otros colindantes mandó construir su casa palacio (firmó un convenio con el maestro de obras Antonio Barea) en consonancia con la elevada clase social a la que pertenecía. Se construyó una gran mansión señorial en la calle Mayor. Para ello adquirió dos casas grandes contiguas, así como otras dos más pequeñas y un almacén, por lo que tuvo que pagar 100 000 reales. Varios artesanos de Cartagena formaron una compañía para realizar la nueva obra: "...que en su casa de la calle Mayor quiere hacer el marqués de Casa Tilly, capitán de navío de la real Armada". 
Tras la muerte en 1830 de Pascuala Everardo-Tilly y Panés, II Marquesa de Casa Tilly, viuda del Capitán General de la Armada Francisco de Borja y Poyo, el palacio fue ocupado por su única nieta María Dolores de Borja y Fernández Buenache, Marquesa de Camachos, junto con su marido Pedro Rosique y Hernández, hasta finales de 1836 que por causa de la desamortización se extingue su oficio de Regidor de Cartagena y se trasladan a Murcia. 
La sociedad del Casino de Cartagena se estableció en régimen de alquiler en el palacio del Marqués de Casa Tilly el 1 de agosto de 1853 con el nombre de Casino Círculo Cartagenero.
Se conserva la escritura de venta del edificio otorgada en 1886 por el Marqués de Camachos a favor de Francisco Martínez Hernández. Al año siguiente, en 1887, este último otorga escritura de arriendo y promesa de venta a Ricardo Spottorno en representación de la Sociedad de Recreo Casino de Cartagena.

## Descripción

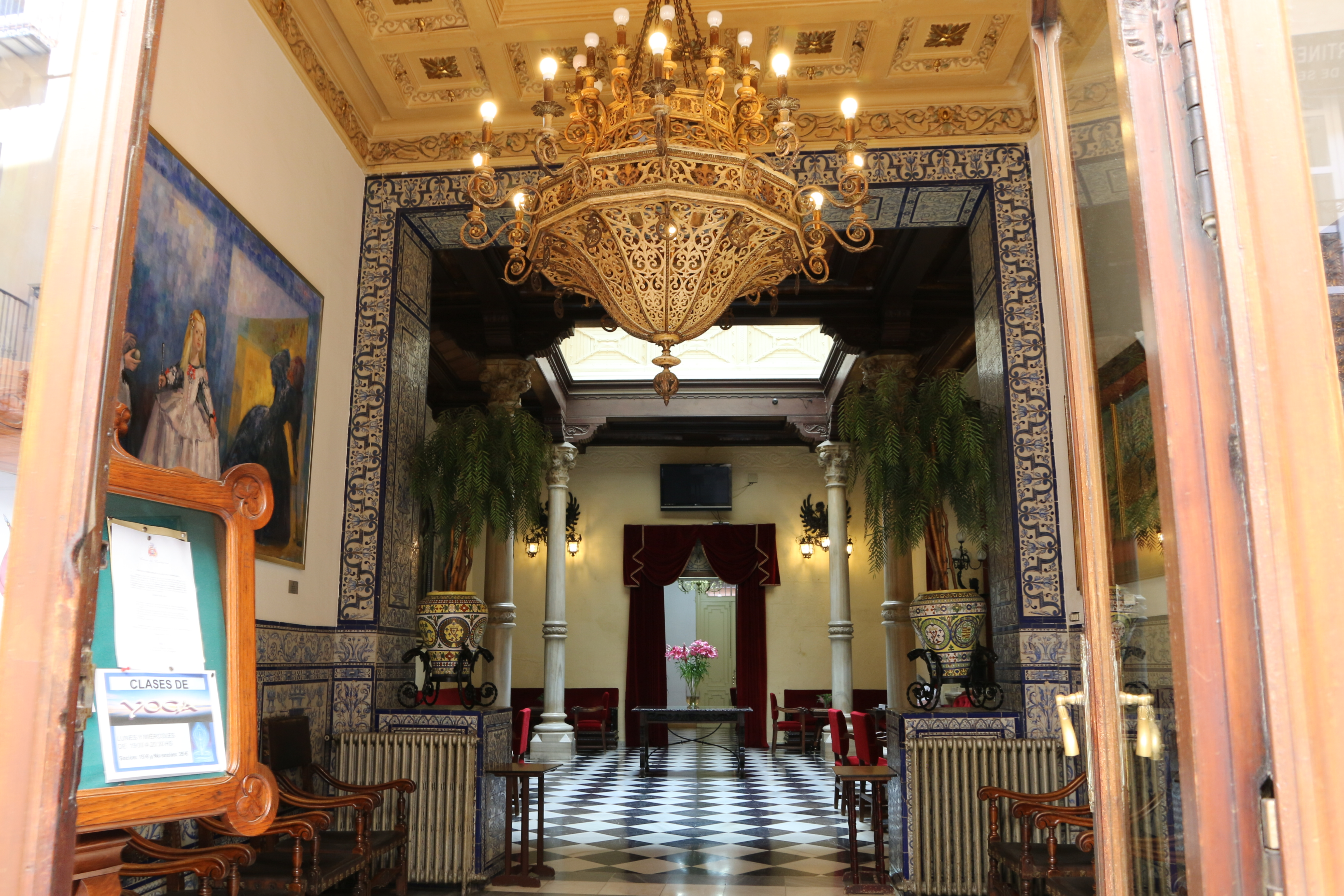
Vestíbulo Casino de Cartagena

Se conserva un proyecto de la reforma de la fachada del citado palacio firmado por el arquitecto Francisco de Paula Oliver datado en el año 1896, en el que se planteaba la actual estructura de hierro y revestimiento de la fachada en madera de la planta baja y entresuelo. En los pisos superiores, todos los elementos ornamentales están elaborados en cinc. La ejecución de la reforma, con la clara impronta de su personalidad, correspondió al arquitecto Víctor Beltrí, autor de gran parte de las obras modernistas de reconstrucción de Cartagena, en los primeros años del siglo XX, tras la destrucción producida durante la Revolución Cantonal.
Sobre el dintel de su puerta de acceso principal se conserva la piedra armera del primer Marqués de Casa Tilly y promotor de la construcción. Escudo cuartelado: 1.º Everardo, 2.º Tilly, 3.º Laínez de Vivar y 4.º Hermans; timbrado con corona de marqués. 
En el interior se intuye la estructura originaria del palacio del siglo XVIII gracias a la distribución del edificio en torno a un patio de columnas y a la escalera imperial situada en un lateral. Dicho patio, cubierto en la actualidad por un tragaluz organiza la distribución de los espacios. El vestíbulo posee azulejos sevillanos con medallones en los que se representan personajes del Siglo de Oro. El conjunto posee un estilo castellano acorde con las tendencias historicistas neoplaterescas de la época. Las columnas de mármol se deben al arquitecto Víctor Beltrí. En la misma planta baja se ubica un salón de actos, una sala de lectura, popularmente conocida como "la pecera", y la cafetería y el restaurante, estos últimos de acceso público.

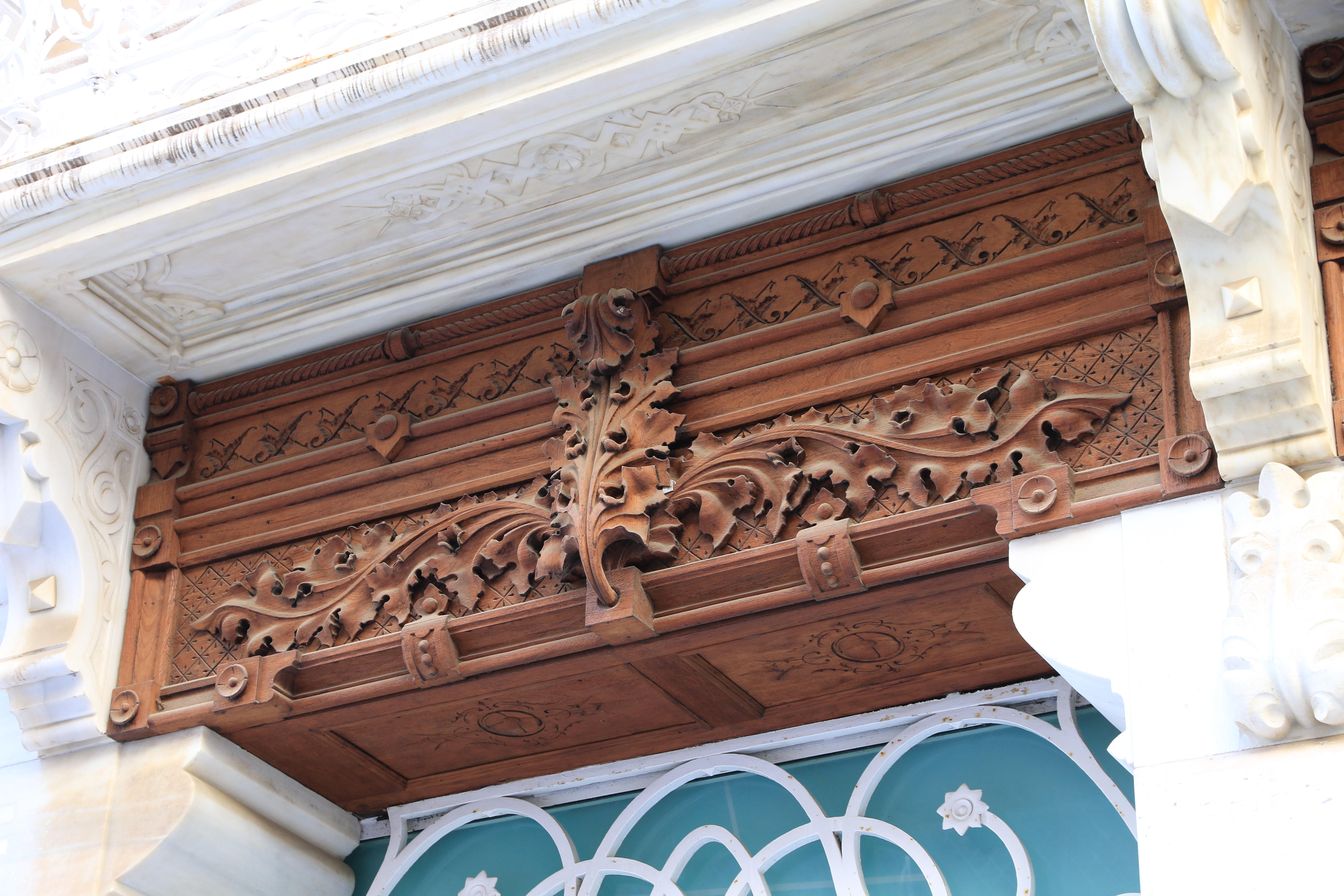
Detalle de la fachada

La caja de la escalera está decorada por Rafael Amaré.
A través de la escalera se accede a varios espacios representativos y de ocio, como Sala de Juntas y Sala de Juegos, en la entreplanta, y Sala de Billares, Sala de Espejos, Salón de Dragones (así llamado por el decorado de sus techos), Salón de Tresillo o Salón Principal, Salón de Chimenea, y Sala de Esgrima, en la planta principal.
A la segunda planta se accede por una escalera secundaria en madera con barandilla de forja. En esta planta se encuentra una interesante biblioteca, tanto por los muebles y la decoración como por sus fondos.
El Palacio de Casa Tilly, en la calle Mayor, 15, de Cartagena, está declarado Bien de Interés Cultural por la Región de Murcia, con categoría de monumento.